# ヤマザキマザック工作機械博物館
ヤマザキマザック工作機械博物館（ヤマザキマザックこうさくきかいはくぶつかん、THE YAMAZAKI MAZAK MUSEUM OF MACHINE TOOLS）とは、岐阜県美濃加茂市にある企業博物館である。

## 概要
- ヤマザキマザックが運営する工作機械に特化した博物館であり、ヤマザキマザックの創業100周年記念事業として2019年11月2日に開館した[1]。
- ヤマザキマザック美濃加茂製作所内にある。建物は2007年に完成したヤマザキマザックオプトニクスの地下工場（ヤマザキマザックオプトニクスフェニックス研究所）の一部改修したものであり、地下2階建ての建物である。
- 18世紀から現代までの工作機械の展示がされている。一部の機械は稼働状態の展示となっている他、現代の工作機械で構成された生産ラインがあり、実際に部品の生産が見学できる。
- 工作機械以外の展示物（航空機、蒸気機関車、自動車など）もあるが、これらは工作機械により生み出された物としての展示である。

## 館内
地下1階
- 生産ライン　※撮影不可

地下2階
- 人力式工作機械
- 平削り盤
- 直結式工作機械
- 旋盤
- フライス盤
- ボール盤
- 歯切り盤
- NC工作機械
  - 展示物のうち、NC旋盤MTC-2500Rは2024年に機械遺産に指定されている。
- D51形409号　元は滋賀県湖南市の甲西駅前に保存されていた。
- T型フォード
- T-6G練習機　52-0100号機　元は航空自衛隊岐阜基地で展示されていた機体。
- 369HSヘリコプター　元は中日本航空専門学校の機体。
- ものづくり体験室

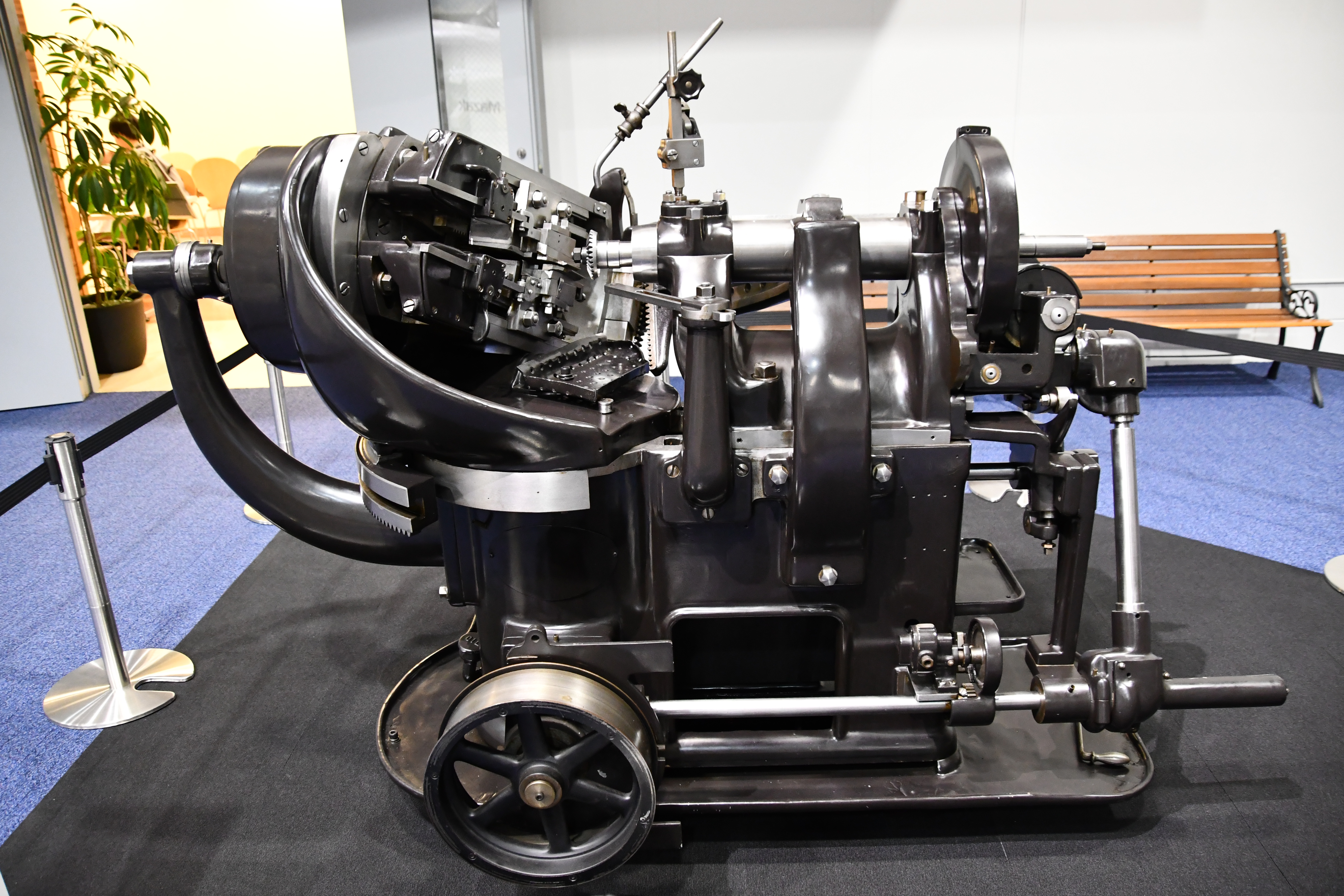
歯切り盤（グリーソン社製）
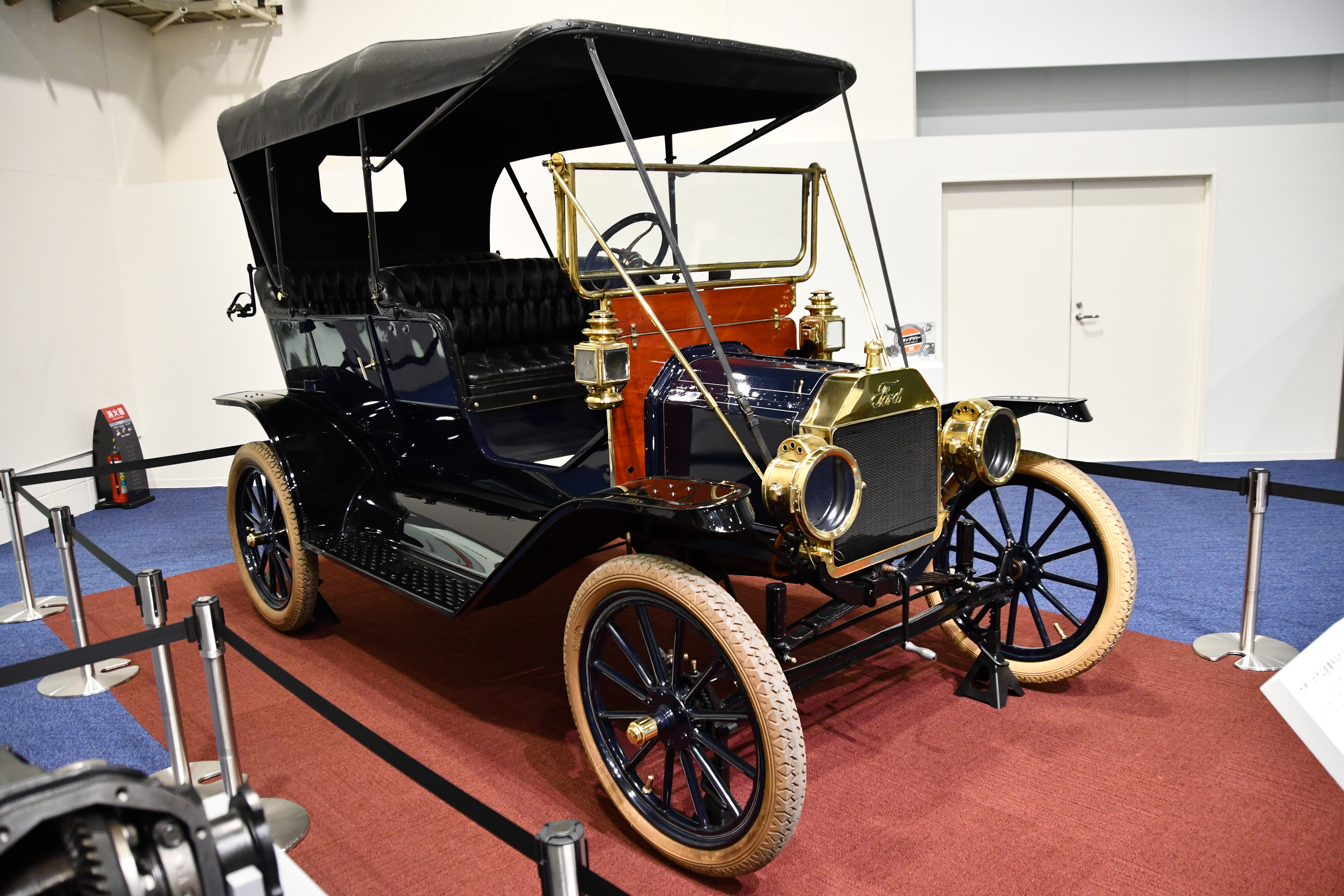
T型フォード
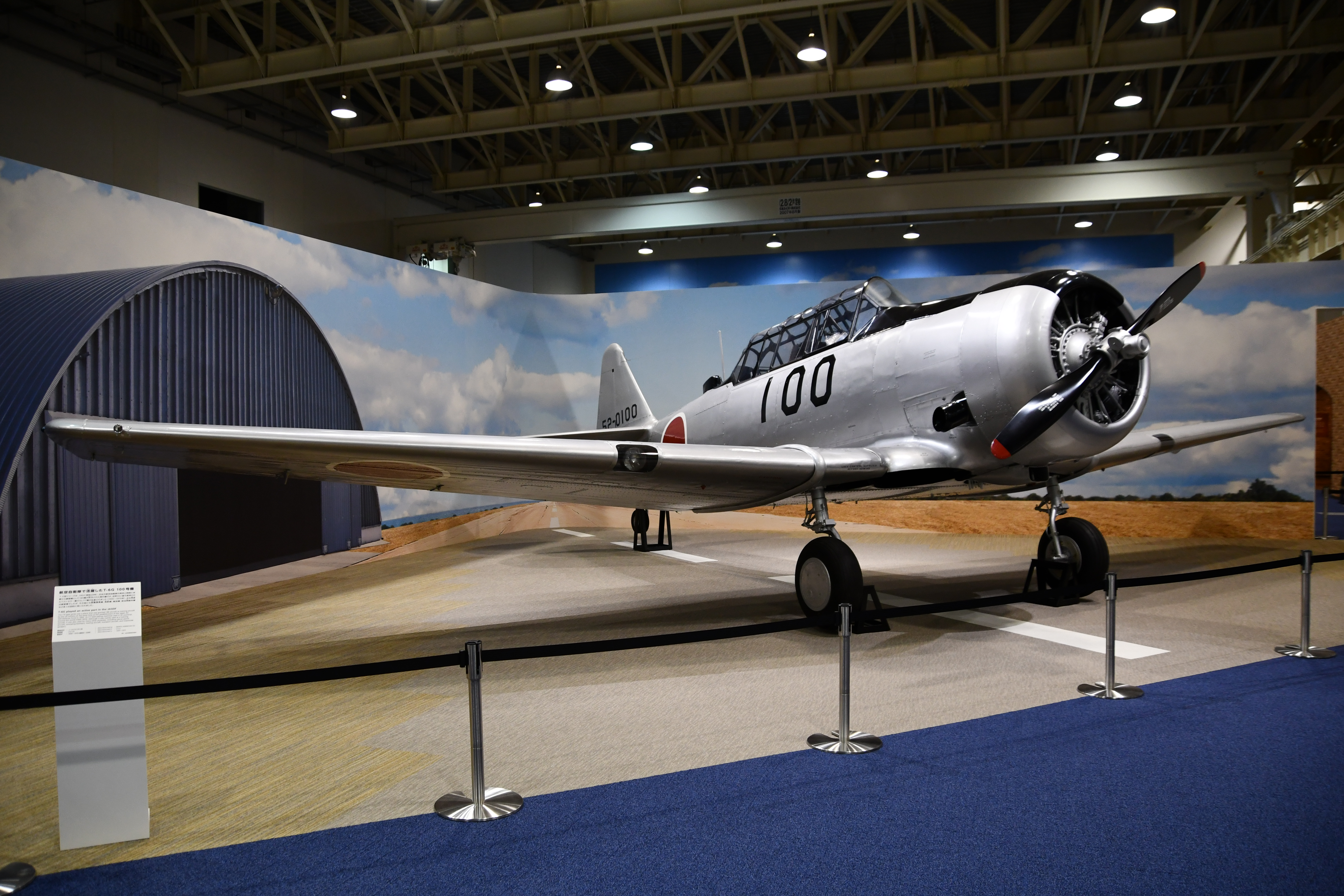
T-6G　52-0100号機
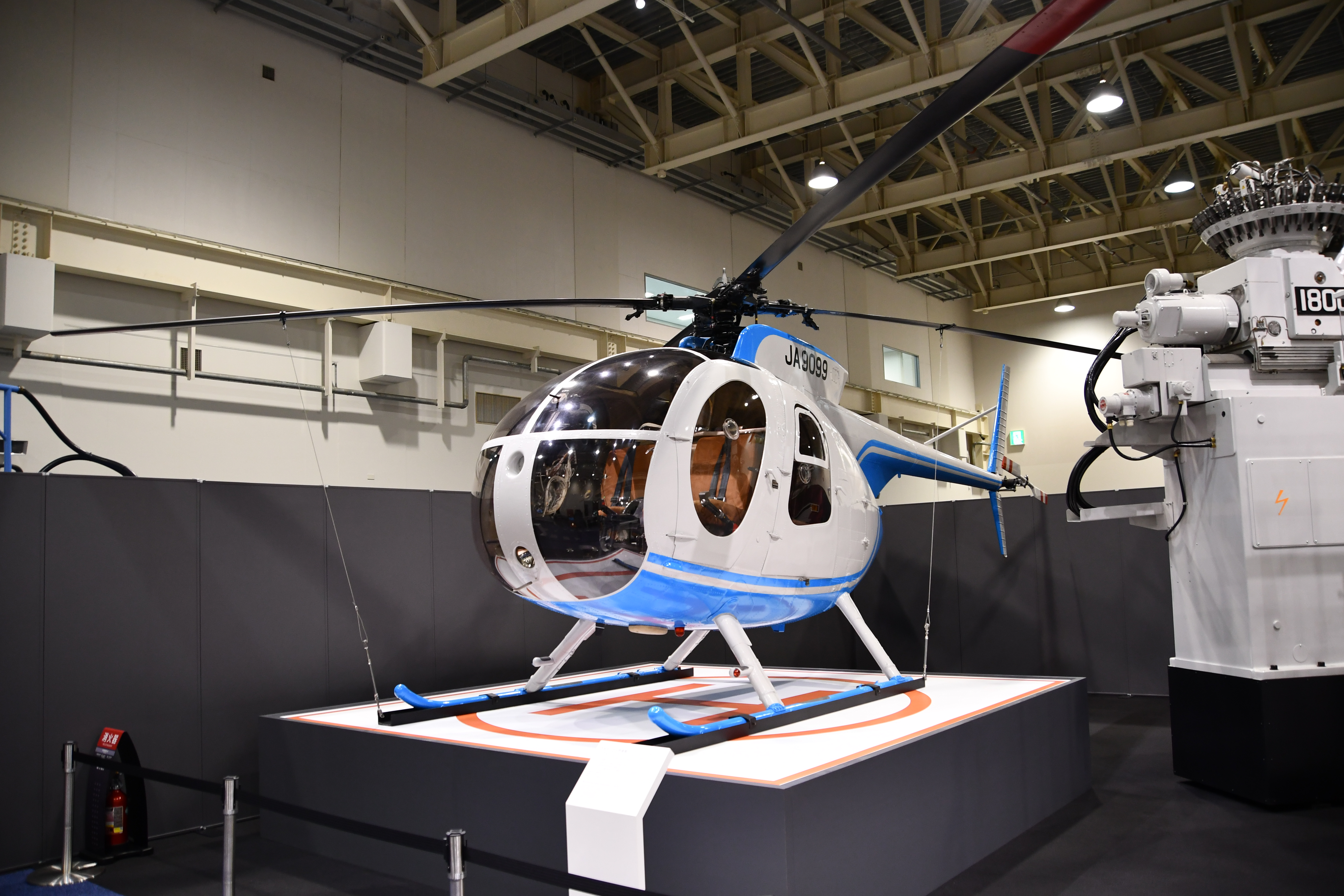
ヒューズ 369HS

## 施設概要
- 開館時間：10:30～16:30
- 休館日：毎週月曜日、年末年始（月曜日が祝日の場合、火曜日が休館日）
- 入館料：大人500円。高校生・大学生300円。小学生・中学生200円。

## 公共交通機関
- 長良川鉄道前平公園駅下車、徒歩約10分。
- あい愛バスフルーツ線「前平公園」バス停より徒歩約5分。